# Bundestagswahlkreis Rottal-Inn
Der Wahlkreis Rottal-Inn (Wahlkreis 229; bis zur Bundestagswahl 2021 Wahlkreis 230) ist ein Bundestagswahlkreis in Bayern. Er umfasst die Landkreise Dingolfing-Landau und Rottal-Inn sowie vom Landkreis Landshut die Gemeinden Aham, Gerzen, Kröning, Postau, Schalkham, Weng und Wörth an der Isar. Der Wahlkreis, der bis 1976 Pfarrkirchen hieß, wurde seit 1953 stets von den Direktkandidaten der CSU gewonnen.

## Wahlergebnisse

### Bundestagswahl 2025
Zur Bundestagswahl 2025 am 23. Februar wurden 9 Direktkandidaten und 17 Landeslisten zugelassen.
| Kandidaten                               | Kandidaten                      | Parteien/Listen     | Erststimmen | Erststimmen | Zweitstimmen | Zweitstimmen |
| Kandidaten                               | Kandidaten                      | Parteien/Listen     | Stimmen     | %           | Stimmen      | %            |
| ---------------------------------------- | ------------------------------- | ------------------- | ----------- | ----------- | ------------ | ------------ |
|                                          | Günter Baumgartnergewählt im WK | CSU                 | 49.581      | 34,9        | 54.707       | 38,4         |
|                                          | Severin Eder                    | SPD                 | 9.947       | 7,0         | 10.899       | 7,7          |
|                                          | Marlene Schönberger             | GRÜNE               | 7.688       | 5,4         | 7.841        | 5,5          |
|                                          | Claus Rothlehner                | FDP                 | 2.625       | 1,8         | 4.272        | 3,0          |
|                                          | Stephan Protschka               | AfD                 | 32.882      | 23,1        | 37.105       | 26,1         |
|                                          | Hubert Aiwanger                 | FREIE WÄHLER        | 32.668      | 23,0        | 14.997       | 10,5         |
|                                          | Stefan Hemmann                  | Die Linke           | 4.166       | 2,9         | 4.990        | 3,5          |
|                                          | –                               | dieBasis            | –           | –           | 368          | 0,3          |
|                                          | –                               | Tierschutzpartei    | –           | –           | 821          | 0,6          |
|                                          | –                               | Die PARTEI          | –           | –           | 378          | 0,3          |
|                                          | Maximilian Eineichner           | ÖDP                 | 1.611       | 1,1         | 870          | 0,6          |
|                                          | –                               | BP                  | –           | –           | 313          | 0,2          |
|                                          | Jakob Baumann                   | Volt                | 898         | 0,6         | 457          | 0,3          |
|                                          | –                               | PdH                 | –           | –           | 66           | 0,0          |
|                                          | –                               | MLPD                | –           | –           | 15           | 0,0          |
|                                          | –                               | BÜNDNIS DEUTSCHLAND | –           | –           | 79           | 0,1          |
|                                          | –                               | BSW                 | –           | –           | 4.144        | 2,9          |
| Gesamt                                   | Gesamt                          | Gesamt              | 142.066     | 100         | 142.322      | 100          |
|                                          |                                 |                     |             |             |              |              |
| Ungültige Stimmen                        | Ungültige Stimmen               | Ungültige Stimmen   | 663         | 0,5         | 407          | 0,3          |
| Wähler                                   | Wähler                          | Wähler              | 142.729     | 82,7        | 142.729      | 82,7         |
| Wahlberechtigte                          | Wahlberechtigte                 | Wahlberechtigte     | 172.567     |             | 172.567      |              |
|                                          |                                 |                     |             |             |              |              |
| Quellen: Die Bundeswahlleiterin, Stimmen |                                 |                     |             |             |              |              |

Kursive Direktkandidaten kandidieren nicht für die Landesliste, kursive Parteien treten ohne Landesliste an.

### Bundestagswahl 2021
Zur Bundestagswahl 2021 am 26. September wurden 11 Direktkandidaten und 26 Landeslisten zugelassen.
| Kandidaten                               | Kandidaten                    | Parteien/Listen      | Erststimmen | Erststimmen | Zweitstimmen | Zweitstimmen |
| Kandidaten                               | Kandidaten                    | Parteien/Listen      | Stimmen     | %           | Stimmen      | %            |
| ---------------------------------------- | ----------------------------- | -------------------- | ----------- | ----------- | ------------ | ------------ |
|                                          | Max Straubingergewählt im WK  | CSU                  | 46.493      | 35,1        | 45.687       | 34,3         |
|                                          | Severin Johannes Antonin Eder | SPD                  | 15.794      | 11,9        | 19.108       | 14,3         |
|                                          | Stephan Protschka             | AfD                  | 16.808      | 12,7        | 16.384       | 12,3         |
|                                          | Claus Peter Rothlehner        | FDP                  | 10.210      | 7,7         | 12.904       | 9,7          |
|                                          | Marlene Edeltraud Schönberger | GRÜNE                | 10.188      | 7,7         | 9.495        | 7,1          |
|                                          | Rudolf Schöberl               | DIE LINKE            | 1.912       | 1,4         | 2.487        | 1,9          |
|                                          | Werner Schießl                | FREIE WÄHLER         | 22.158      | 16,7        | 19.910       | 14,9         |
|                                          | Daniela Blankenburg           | ÖDP                  | 2.647       | 2,0         | 1.157        | 0,9          |
|                                          | -                             | Tierschutzpartei     | –           | –           | 1.228        | 0,9          |
|                                          | Anton Maller                  | BP                   | 2.746       | 2,1         | 1.044        | 0,8          |
|                                          | Robert Tolksdorf              | Die PARTEI           | 1.106       | 0,8         | 675          | 0,5          |
|                                          | -                             | PIRATEN              | –           | –           | 300          | 0,2          |
|                                          | –                             | NPD                  | –           | –           | 98           | 0,1          |
|                                          | –                             | V-Partei³            | –           | –           | 84           | 0,1          |
|                                          | –                             | Gesundheitsforschung | –           | –           | 115          | 0,1          |
|                                          | -                             | MLPD                 | –           | –           | 12           | 0,0          |
|                                          | –                             | DKP                  | –           | –           | 18           | 0,0          |
|                                          | Eva Maria Ströhm              | dieBasis             | 2.385       | 1,8         | 1.764        | 1,3          |
|                                          | –                             | Bündnis C            | –           | –           | 47           | 0,0          |
|                                          | –                             | III. Weg             | –           | –           | 74           | 0,1          |
|                                          | -                             | du.                  | –           | –           | 49           | 0,0          |
|                                          | -                             | LKR                  | –           | –           | 12           | 0,0          |
|                                          | -                             | Die Humanisten       | –           | –           | 56           | 0,0          |
|                                          | –                             | Team Todenhöfer      | –           | –           | 183          | 0,1          |
|                                          | -                             | UNABHÄNGIGE          | –           | –           | 199          | 0,1          |
|                                          | –                             | Volt                 | –           | –           | 156          | 0,1          |
| Gesamt                                   | Gesamt                        | Gesamt               | 132.447     | 100         | 133.246      | 100          |
|                                          |                               |                      |             |             |              |              |
| Ungültige Stimmen                        | Ungültige Stimmen             | Ungültige Stimmen    | 1.438       | 1,1         | 639          | 0,5          |
| Wähler                                   | Wähler                        | Wähler               | 133.885     | 77,1        | 133.885      | 77,1         |
| Wahlberechtigte                          | Wahlberechtigte               | Wahlberechtigte      | 173.632     |             | 173.632      |              |
|                                          |                               |                      |             |             |              |              |
| Quellen: Die Bundeswahlleiterin, Stimmen |                               |                      |             |             |              |              |

Kursive Direktkandidaten kandidieren nicht für die Landesliste, kursive Parteien sind nicht Teil der Landesliste.

### Bundestagswahl 2017
Zur Bundestagswahl 2017 am 24. September wurden 9 Direktkandidaten und 21 Landeslisten zugelassen.
| Direktkandidat    | Partei               | Erststimmen in % | Zweitstimmen in % |
| ----------------- | -------------------- | ---------------- | ----------------- |
| Max Straubinger   | CSU                  | 45,0             | 42,7              |
| Florian Pronold   | SPD                  | 14,5             | 12,8              |
| Johann Feirer     | GRÜNE                | 04,9             | 05,2              |
| Christoph Zeitler | FDP                  | 07,0             | 09,1              |
| Stephan Protschka | AfD                  | 15,0             | 16,5              |
| Marco Stöger      | LINKE                | 03,9             | 04,5              |
| Lorenz Fuchs      | FREIE WÄHLER         | 04,9             | 03,8              |
| –                 | PIRATEN              | 0–               | 00,2              |
| Klaus Seufzger    | ÖDP                  | 02,5             | 01,6              |
| Anton Maller      | BP                   | 02,3             | 01,5              |
| –                 | NPD                  | 0–               | 00,3              |
| –                 | Tierschutzpartei     | 0–               | 00,8              |
| –                 | MLPD                 | 0–               | 00,0              |
| –                 | Büso                 | 0–               | 00,0              |
| –                 | BGE                  | 0–               | 00,1              |
| –                 | DiB                  | 0–               | 00,1              |
| –                 | DKP                  | 0–               | 00,0              |
| –                 | DM                   | 0–               | 00,1              |
| –                 | Die PARTEI           | 0–               | 00,4              |
| –                 | Gesundheitsforschung | 0–               | 00,1              |
| –                 | V-Partei³            | 0–               | 00,1              |

### Bundestagswahl 2013
| Direktkandidat    | Partei       | Erststimmen in % | Zweitstimmen in % |
| ----------------- | ------------ | ---------------- | ----------------- |
| Max Straubinger   | CSU          | 61,1             | 58,8              |
| Florian Pronold   | SPD          | 16,2             | 15,2              |
| Siegfried Seidl   | FDP          | 02,0             | 04,1              |
| Stefan Haug       | GRÜNE        | 04,7             | 04,9              |
| Marco Stöger      | Die Linke    | 02,6             | 02,7              |
| –                 | PIRATEN      | 0–               | 01,4              |
| Franz Salzberger  | NPD          | 01,6             | 01,3              |
| Jutta Ehrhardt    | ÖDP          | 02,8             | 01,7              |
| Stephan Protschka | AfD          | 03,0             | 03,6              |
| Max Winkler       | Freie Wähler | 05,2             | 03,5              |
|                   | Sonstige     | 0–               | 02,9              |

### Bundestagswahl 2009
| Direktkandidat             | Partei                | Erststimmen in % | Zweitstimmen in % | Bundestagswahl 2005 Zweitstimmen in % |
| -------------------------- | --------------------- | ---------------- | ----------------- | ------------------------------------- |
| Max Straubinger            | CSU                   | 53,6             | 50,1              | 60,5                                  |
| Florian Pronold            | SPD                   | 17,5             | 13,7              | 19,9                                  |
| Stefan Haug                | Bündnis 90/Die Grünen | 05,7             | 06,6              | 04,1                                  |
| Günther Kammerer           | FDP                   | 10,1             | 13,9              | 07,4                                  |
| Patrick Alexander Korfmann | REP                   | 01,7             | 01,3              | 01,3                                  |
| Rudi Schöberl              | Die Linke             | 04,8             | 05,6              | 02,5                                  |
| Peter Haese                | NPD                   | 01,7             | 01,7              | 02,0                                  |
| –                          | PBC                   | 0–               | 00,1              | 00,1                                  |
| –                          | BP                    | 0–               | 01,1              | 00,7                                  |
| Alois Aigner               | ödp                   | 04,5             | 02,4              | 0–                                    |
| –                          | PIRATEN               | 0–               | 01,3              | 0–                                    |
| Reinhard Maßberg           | BüSo                  | 00,5             | 00,1              | 00,3                                  |
| –                          | FAMILIE               | 0–               | 00,7              | 00,7                                  |
| –                          | MLPD                  | 0–               | 00,0              | 00,0                                  |
| –                          | Die Tierschutzpartei  | 0–               | 00,6              | 0–                                    |
| –                          | RRP                   | 0–               | 00,5              | 0–                                    |
| –                          | CM                    | 0–               | 00,2              | 00,0                                  |
| –                          | DIE VIOLETTEN         | 0–               | 00,2              | 0–                                    |

## Frühere Wahlkreissieger
| Wahl | Name                           | Partei       |
| ---- | ------------------------------ | ------------ |
| 1949 | Conrad Fink                    | Bayernpartei |
| 1953 | Max Freiherr Riederer von Paar | CSU          |
| 1957 | Friedrich Kempfler             | CSU          |
| 1961 | Friedrich Kempfler             | CSU          |
| 1965 | Friedrich Kempfler             | CSU          |
| 1969 | Friedrich Kempfler             | CSU          |
| 1972 | Friedrich Kempfler             | CSU          |
| 1976 | Günther Müller                 | CSU          |
| 1980 | Günther Müller                 | CSU          |
| 1983 | Günther Müller                 | CSU          |
| 1987 | Günther Müller                 | CSU          |
| 1990 | Günther Müller                 | CSU          |
| 1994 | Max Straubinger                | CSU          |
| 1998 | Max Straubinger                | CSU          |
| 2002 | Max Straubinger                | CSU          |
| 2005 | Max Straubinger                | CSU          |
| 2009 | Max Straubinger                | CSU          |
| 2013 | Max Straubinger                | CSU          |
| 2017 | Max Straubinger                | CSU          |
| 2021 | Max Straubinger                | CSU          |

## Wahlkreisgeschichte
| Wahl      | Wahlkreisname    | Gebiet |
| --------- | ---------------- | --- |
| 1949      | 16 Pfarrkirchen  | Landkreis Pfarrkirchen, Landkreis Eggenfelden, Landkreis Vilsbiburg                                                                                          |
| 1953–1961 | 211 Pfarrkirchen | Landkreis Pfarrkirchen, Landkreis Eggenfelden, Landkreis Vilsbiburg                                                                                          |
| 1965–1972 | 217 Pfarrkirchen | Landkreis Pfarrkirchen, Landkreis Eggenfelden, Landkreis Vilsbiburg, Landkreis Griesbach                                                                     |
| 1976–1998 | 216 Rottal-Inn   | Landkreis Rottal-Inn, Landkreis Dingolfing-Landau |
| 2002–2005 | 231 Rottal-Inn   | Landkreis Rottal-Inn, Landkreis Dingolfing-Landau |
| 2009–2013 | 230 Rottal-Inn   | Landkreis Rottal-Inn, Landkreis Dingolfing-Landau |
| 2017      | 230 Rottal-Inn   | Landkreis Rottal-Inn, Landkreis Dingolfing-Landau, vom Landkreis Landshut die Gemeinden Aham, Gerzen, Kröning und Schalkham                                  |
| 2021      | 230 Rottal-Inn   | Landkreis Rottal-Inn, Landkreis Dingolfing-Landau, vom Landkreis Landshut die Gemeinden Aham, Gerzen, Kröning, Postau, Schalkham, Weng und Wörth an der Isar |
| 2025–     | 229 Rottal-Inn   | Landkreis Rottal-Inn, Landkreis Dingolfing-Landau, vom Landkreis Landshut die Gemeinden Aham, Gerzen, Kröning, Postau, Schalkham, Weng und Wörth an der Isar |